# Liste der Fahnenträger der Olympischen Winterspiele 2010

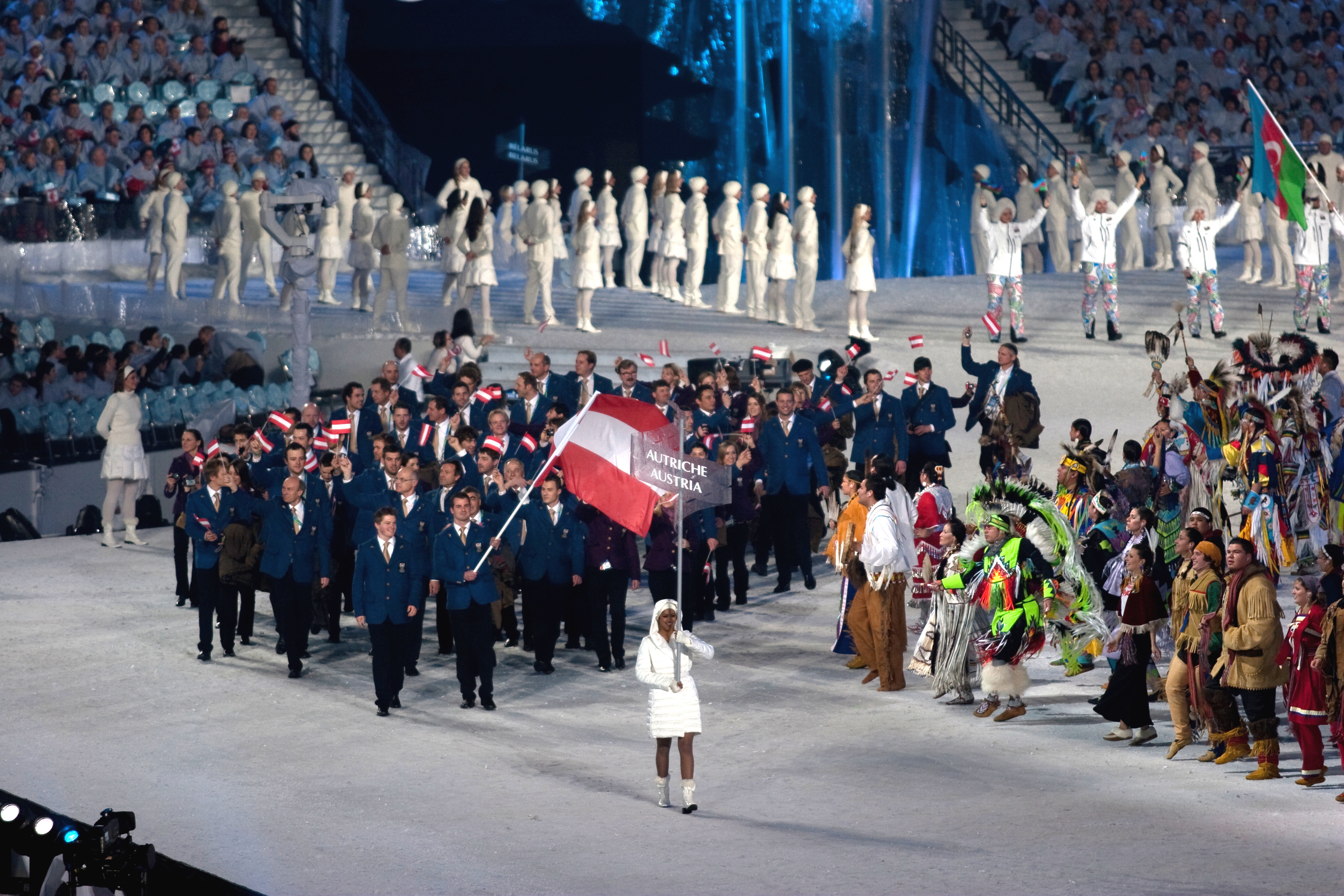
Einmarsch Österreichs

Die Liste der Fahnenträger der Olympischen Spiele 2010 führt die Fahnenträger sowohl der Eröffnungsfeier am 12. Februar als auch der Schlussfeier am 28. Februar auf.
Beim Einmarsch der Nationen zogen Athleten aller teilnehmenden Länder ins Olympiastadion von Vancouver ein. Bei der Eröffnungsfeier wurden die einzelnen Teams von einem Fahnenträger aus den Reihen ihrer Sportler oder Offiziellen angeführt, der entweder von ihrem jeweiligen Nationalen Olympischen Komitee (NOK) oder von den Athleten selbst bestimmt wurde. Bei der Schlussfeier gingen die Fahnenträger separat vor allen anderen Athleten, die ein gemeinsames Feld bildeten, ohne zwischen den Nationalitäten zu unterscheiden.

## Reihenfolge
Der griechischen Mannschaft wurde traditionell der Platz an vorderster Stelle gewährt, ein Sonderstatus, der aus der Ausrichtung der antiken und ersten Spiele der Moderne in Griechenland herrührt. Die Gastgebernation Russland marschierte als letzte Nation ein. Die Athleten der anderen Länder betraten das Stadion in alphabetischer Reihenfolge in der Sprache der Gastgebernation, in diesem Fall also Russisch. Diese Reihenfolge entspricht sowohl der Tradition als auch den Statuten des Internationalen Olympischen Komitees (IOK).

## Liste der Fahnenträger
Nachfolgend führt eine Liste die Fahnenträger der Eröffnungs- und Schlussfeier aller teilnehmenden Nationen auf, sortiert nach der Abfolge ihres Einmarsches. Die Liste ist zudem sortierbar nach ihrem Staatsnamen, nach Mannschaftskürzel, nach Anzahl der Athleten, nach dem Nachnamen des Fahnenträgers und dessen Sportart.

### Nach Nationen
| #  | Nationalmannschaft      | Kürzel | Athleten | Eröffnungsfeier                  | Eröffnungsfeier  | Schlussfeier                 | Schlussfeier          |
| #  | Nationalmannschaft      | Kürzel | Athleten | Fahnenträger                     | Sportart         | Fahnenträger                 | Sportart              |
| -- | ----------------------- | ------ | -------- | -------------------------------- | ---------------- | ---------------------------- | --------------------- |
| 1  | Griechenland            | GRE    | 7        | Athanasios Tsakiris              | Biathlon         | Vasilios Dimitriadis         | Ski Alpin             |
| 2  | Albanien                | ALB    | 1        | Erjon Tola                       | Ski Alpin        | Erjon Tola                   | Ski Alpin             |
| 3  | Algerien                | ALG    | 1        | Medhi-Sélim Khelifi              | Skilanglauf      | –                            | Offizieller           |
| 4  | Andorra                 | AND    | 6        | Lluís Marín Tarroch              | Snowboard        | Mireia Gutiérrez             | Ski Alpin             |
| 5  | Argentinien             | ARG    | 7        | Cristian Javier Simari Birkner   | Ski Alpin        | Rubén González               | Rennrodeln            |
| 6  | Armenien                | ARM    | 4        | Arsen Nersisjan                  | Ski Alpin        | Sergej Mikajeljan            | Skilanglauf           |
| 7  | Australien              | AUS    | 40       | Torah Bright                     | Snowboard        | Lydia Lassila                | Freestyle-Skiing      |
| 8  | Österreich              | AUT    | 81       | Andreas Linger & Wolfgang Linger | Rennrodeln       | Nina Reithmayer              | Rennrodeln            |
| 9  | Aserbaidschan           | AZE    | 2        | Fuad Guliyev                     | Offizieller      | Konul Nurullayera            | Chef de Mission       |
| 10 | Belarus                 | BLR    | 50       | Aleh Antonenka                   | Eishockey        | Leanid Karnijenka            | Skilanglauf           |
| 11 | Belgien                 | BEL    | 9        | Kevin van der Perren             | Eiskunstlauf     | Pieter Gysel                 | Shorttrack            |
| 12 | Bermuda                 | BER    | 1        | Tucker Murphy                    | Skilanglauf      | Tucker Murphy                | Skilanglauf           |
| 13 | Bosnien und Herzegowina | BIH    | 5        | Žana Novaković                   | Ski Alpin        | Marko Rudić                  | Ski Alpin             |
| 14 | Brasilien               | BRA    | 5        | Isbael Clark Ribeiro             | Snowboard        | Jaqueline Mourão             | Skilanglauf           |
| 15 | Bulgarien               | BUL    | 19       | Alexandra Schekowa               | Snowboard        | Ewgenija Radanowa            | Shorttrack            |
| 16 | Cayman Islands          | CAY    | 1        | Dow Travers                      | Ski Alpin        | Dow Travers                  | Ski Alpin             |
| 17 | Chile                   | CHI    | 3        | Jorge Mandrú                     | Ski Alpin        | Noelle Barahona              | Ski Alpin             |
| 18 | Volksrepublik China     | CHN    | 90       | Han Xiaopeng                     | Freestyle-Skiing | Zhao Hongbo                  | Eiskunstlauf          |
| 19 | Kolumbien               | COL    | 1        | Cynthia Denzler                  | Ski Alpin        | Cynthia Denzler              | Ski Alpin             |
| 20 | Kroatien                | CRO    | 18       | Jakov Fak                        | Biathlon         | Ivan Šola                    | Bob                   |
| 21 | Zypern                  | CYP    | 2        | Christopher Papamichalopoulos    | Ski Alpin        | Sophia Papamichalopoulos     | Ski Alpin             |
| 22 | Tschechien              | CZE    | 92       | Jaromír Jágr                     | Eishockey        | Martina Sáblíková            | Eisschnelllauf        |
| 23 | Nordkorea               | PRK    | 2        | Ri Song-chol                     | Eiskunstlauf     | Ri Song-chol                 | Eiskunstlauf          |
| 24 | Dänemark                | DEN    | 18       | Sophie Fjellvang-Sølling         | Freestyle-Skiing | Johnny Frederiksen           | Curling               |
| 25 | Estland                 | EST    | 30       | Roland Lessing                   | Biathlon         | Kristina Šmigun-Vähi         | Skilanglauf           |
| 26 | Äthiopien               | ETH    | 1        | Robel Teklemariam                | Skilanglauf      | Robel Teklemariam            | Skilanglauf           |
| 27 | Finnland                | FIN    | 95       | Ville Peltonen                   | Eishockey        | Tanja Poutiainen             | Ski Alpin             |
| 28 | Mazedonien              | MKD    | 4        | Antonio Ristevski                | Ski Alpin        | Antonio Ristevski            | Ski Alpin             |
| 29 | Frankreich              | FRA    | 108      | Vincent Defrasne                 | Biathlon         | Sandrine Bailly              | Biathlon              |
| 30 | Georgien                | GEO    | 8        | Iason Abramaschwili              | Ski Alpin        | Elene Gedevanishvili         | Eiskunstlauf          |
| 31 | Deutschland             | GER    | 153      | André Lange                      | Bob              | Magdalena Neuner             | Biathlon              |
| 32 | Ghana                   | GHA    | 1        | Kwame Nkrumah-Acheampong         | Ski Alpin        | Kwame Nkrumah-Acheampong     | Ski Alpin             |
| 33 | Großbritannien          | GBR    | 52       | Shelley Rudman                   | Skeleton         | Amy Williams                 | Skeleton              |
| 34 | Hongkong                | HKG    | 1        | Han Yueshuang                    | Shorttrack       | Han Yueshuang                | Shorttrack            |
| 35 | Ungarn                  | HUN    | 16       | Júlia Sebestyén                  | Eiskunstlauf     | Erika Huszár                 | Shorttrack            |
| 36 | Island                  | ISL    | 4        | Björgvin Björgvinsson            | Ski Alpin        | Stefan Jon Sigurgeirsson     | Ski Alpin             |
| 37 | Indien                  | IND    | 3        | Shiva Keshavan                   | Rennrodeln       | Tashi Lundup                 | Skilanglauf           |
| 38 | Iran                    | IRI    | 4        | Marjan Kalhor                    | Ski Alpin        | Hossein Saveh Shemshaki      | Ski Alpin             |
| 39 | Irland                  | IRL    | 6        | Aoife Hoey                       | Bob              | Shane O’Connor               | Ski Alpin             |
| 40 | Israel                  | ISR    | 3        | Alexandra Zaretski               | Eiskunstlauf     | Mikail Renzhin               | Ski Alpin             |
| 41 | Italien                 | ITA    | 109      | Giorgio Di Centa                 | Skilanglauf      | Giuliano Razzoli             | Ski Alpin             |
| 42 | Jamaika                 | JAM    | 1        | Errol Kerr                       | Freestyle-Skiing | Errol Kerr                   | Freestyle-Skiing      |
| 43 | Japan                   | JPN    | 94       | Tomomi Okazaki                   | Eisschnelllauf   | Mao Asada                    | Eiskunstlauf          |
| 44 | Kasachstan              | KAZ    | 38       | Dias Keneschow                   | Biathlon         | Alexei Poltaranin            | Skilanglauf           |
| 45 | Südkorea                | KOR    | 46       | Kang Kwang-bae                   | Bob              | Mo Tae-bum                   | Eisschnelllauf        |
| 46 | Kirgisistan             | KGZ    | 2        | Dmitri Trelewski                 | Ski Alpin        | Dmitri Trelewski             | Ski Alpin             |
| 47 | Lettland                | LAT    | 59       | Martins Dukurs                   | Skeleton         | Haralds Silovs               | Shorttrack            |
| 48 | Libanon                 | LIB    | 3        | Chirine Njeim                    | Ski Alpin        | Ghassan Gedeon-Achi          | Ski Alpin             |
| 49 | Liechtenstein           | LIE    | 6        | Richard Wunder                   | Bob              | Thomas Dürr                  | Bob                   |
| 50 | Litauen                 | LTU    | 8        | Irina Terentjeva                 | Skilanglauf      | Mantas Strolia               | Skilanglauf           |
| 51 | Mexiko                  | MEX    | 1        | Hubertus von Hohenlohe           | Ski Alpin        | Hubertus von Hohenlohe       | Ski Alpin             |
| 52 | Moldau                  | MDA    | 7        | Victor Pînzaru                   | Biathlon         | Victor Pînzaru               | Biathlon              |
| 53 | Monaco                  | MON    | 6        | Alexandra Coletti                | Ski Alpin        | Patrice Servelle             | Bob                   |
| 54 | Mongolei                | MGL    | 2        | Erdene-Otschiryn Otschirsüren    | Skilanglauf      | Chürelbaataryn Chasch-Erdene | Skilanglauf           |
| 55 | Montenegro              | MNE    | 1        | Bojan Kosić                      | Ski Alpin        | Bojan Kosić                  | Ski Alpin             |
| 56 | Marokko                 | MAR    | 1        | Samir Azzimani                   | Ski Alpin        | Abdenbi Lerhenane            | Chef de Mission       |
| 57 | Nepal                   | NEP    | 2        | Dachhiri Dawa Sherpa             | Skilanglauf      | Dachhiri Dawa Sherpa         | Skilanglauf           |
| 58 | Niederlande             | NED    | 34       | Timothy Beck                     | Bob              | Sven Kramer                  | Eisschnelllauf        |
| 59 | Neuseeland              | NZL    | 16       | Juliane Bray                     | Snowboard        | Ben Sandford                 | Skeleton              |
| 60 | Norwegen                | NOR    | 99       | Tommy Jakobsen                   | Eishockey        | Petter Northug               | Skilanglauf           |
| 61 | Pakistan                | PAK    | 1        | Muhammad Abbas                   | Ski Alpin        | Muhammad Abbas               | Ski Alpin             |
| 62 | Peru                    | PER    | 3        | Roberto Carcelén                 | Skilanglauf      | Roberto Carcelén             | Skilanglauf           |
| 63 | Polen                   | POL    | 50       | Konrad Niedźwiedzki              | Eisschnelllauf   | Katarzyna Bachleda-Curuś     | Eisschnelllauf        |
| 64 | Portugal                | POR    | 1        | Danny Silva                      | Skilanglauf      | Danny Silva                  | Skilanglauf           |
| 65 | Rumänien                | ROU    | 29       | Éva Tófalvi                      | Biathlon         | Éva Tófalvi                  | Biathlon              |
| 66 | Russland                | RUS    | 177      | Alexei Morosow                   | Eishockey        | Iwan Skobrew                 | Eisschnelllauf        |
| 67 | San Marino              | SMR    | 1        | Marino Cardelli                  | Ski Alpin        | Gian Luca Borgagni           | Chef de Mission       |
| 68 | Senegal                 | SEN    | 1        | Leyti Seck                       | Ski Alpin        | Leyti Seck                   | Ski Alpin             |
| 69 | Serbien                 | SRB    | 10       | Jelena Lolović                   | Ski Alpin        | Vuk Rađenović                | Bob                   |
| 70 | Slowakei                | SVK    | 73       | Žigmund Pálffy                   | Eishockey        | Pavol Hurajt                 | Biathlon              |
| 71 | Slowenien               | SLO    | 50       | Tina Maze                        | Ski Alpin        | Mitja Valenčič               | Ski Alpin             |
| 72 | Südafrika               | RSA    | 1        | Oliver Kraas                     | Skilanglauf      | Alexander Heath              | Trainer               |
| 73 | Spanien                 | ESP    | 18       | Queralt Castellet                | Snowboard        | Laura Orgué                  | Skilanglauf           |
| 74 | Schweden                | SWE    | 106      | Peter Forsberg                   | Eishockey        | Marcus Hellner               | Skilanglauf           |
| 75 | Schweiz                 | SUI    | 146      | Stéphane Lambiel                 | Eiskunstlauf     | Dario Cologna                | Skilanglauf           |
| 76 | Chinesisch Taipeh       | TPE    | 1        | Ma Chih-hung                     | Rennrodeln       | Ma Chih-hung                 | Rennrodeln            |
| 77 | Tadschikistan           | TJK    | 1        | Alischer Qudratow                | Offizieller      | Alisher Qudraton             | Offizieller           |
| 78 | Türkei                  | TUR    | 5        | Kelime Aydın                     | Skilanglauf      | Tuğba Karademir              | Eiskunstlauf          |
| 79 | Ukraine                 | UKR    | 47       | Lilia Ludan                      | Rennrodeln       | Walentyna Schewtschenko      | Skilanglauf           |
| 80 | Vereinigte Staaten      | USA    | 215      | Mark Grimmette                   | Rennrodeln       | Bill Demong                  | Nordische Kombination |
| 81 | Usbekistan              | UZB    | 3        | Oleg Shamayev                    | Ski Alpin        | Oleg Shamayev                | Ski Alpin             |
| 82 | Kanada                  | CAN    |          | Clara Hughes                     | Eisschnelllauf   | Joannie Rochette             | Eiskunstlauf          |

### Nach Sportarten
| Sportart              | Eröffnungsfeier | Anzahl | Schlussfeier | Anzahl |
| --------------------- | --- | ------ | --- | ------ |
| Biathlon              | Estland Frankreich Griechenland Kasachstan Kroatien Moldau Republik Rumänien | 7      | Deutschland Frankreich Moldau Republik Rumänien Slowakei | 5      |
| Bobsport              | Deutschland Irland Liechtenstein Niederlande Korea Sud | 5      | Kroatien Liechtenstein Monaco Serbien | 4      |
| Curling               | – | 0      | Danemark | 1      |
| Eishockey             | Finnland Norwegen Russland Schweden Slowakei Tschechien Belarus | 7      | – | 0      |
| Eiskunstlauf          | Belgien Israel Korea Nord Schweiz Ungarn | 5      | China Volksrepublik Georgien Japan Kanada Turkei | 5      |
| Eisschnelllauf        | Japan Kanada Polen | 3      | Niederlande Polen Russland Korea Sud Tschechien | 5      |
| Freestyle-Skiing      | China Volksrepublik Danemark Jamaika | 3      | Australien Jamaika | 2      |
| Nordische Kombination | – | 0      | Vereinigte Staaten | 1      |
| Rennrodeln            | Chinesisch Taipeh Indien Osterreich Ukraine Vereinigte Staaten | 5      | Argentinien Chinesisch Taipeh Osterreich | 3      |
| Shorttrack            | Hongkong | 1      | Belgien Bulgarien Hongkong Lettland Ungarn | 5      |
| Skeleton              | Vereinigtes Konigreich Lettland | 2      | Vereinigtes Konigreich Neuseeland | 2      |
| Ski Alpin             | Albanien Argentinien Armenien Bosnien und Herzegowina Cayman Islands Chile Georgien Ghana Island Kirgisistan Kolumbien Libanon Marokko Mazedonien 1995 Mexiko Monaco Pakistan San Marino Senegal Serbien Slowenien Usbekistan Zypern Republik | 23     | Albanien Andorra Bosnien und Herzegowina Cayman Islands Chile Finnland Ghana Griechenland Iran Irland Island Israel Italien Kirgisistan Kolumbien Libanon Mazedonien 1995 Mexiko Montenegro Pakistan Senegal Slowenien Usbekistan Zypern Republik | 24     |
| Skilanglauf           | Algerien Athiopien Bermuda Italien Litauen Mongolei Nepal Peru Portugal Sudafrika | 10     | Armenien Athiopien Bermuda Brasilien Estland Indien Kasachstan Litauen Mongolei Nepal Norwegen Peru Portugal Schweden Schweiz Spanien Ukraine Belarus                                                                                             | 18     |
| Skispringen           | – | 0      | – | 0      |
| Snowboard             | Andorra Australien Brasilien Bulgarien Neuseeland Spanien | 6      | – | 0      |
| Offizieller           | Aserbaidschan Tadschikistan | 2      | Algerien Aserbaidschan Marokko San Marino Sudafrika Tadschikistan | 6      |